# HEMS Technical Crew Member

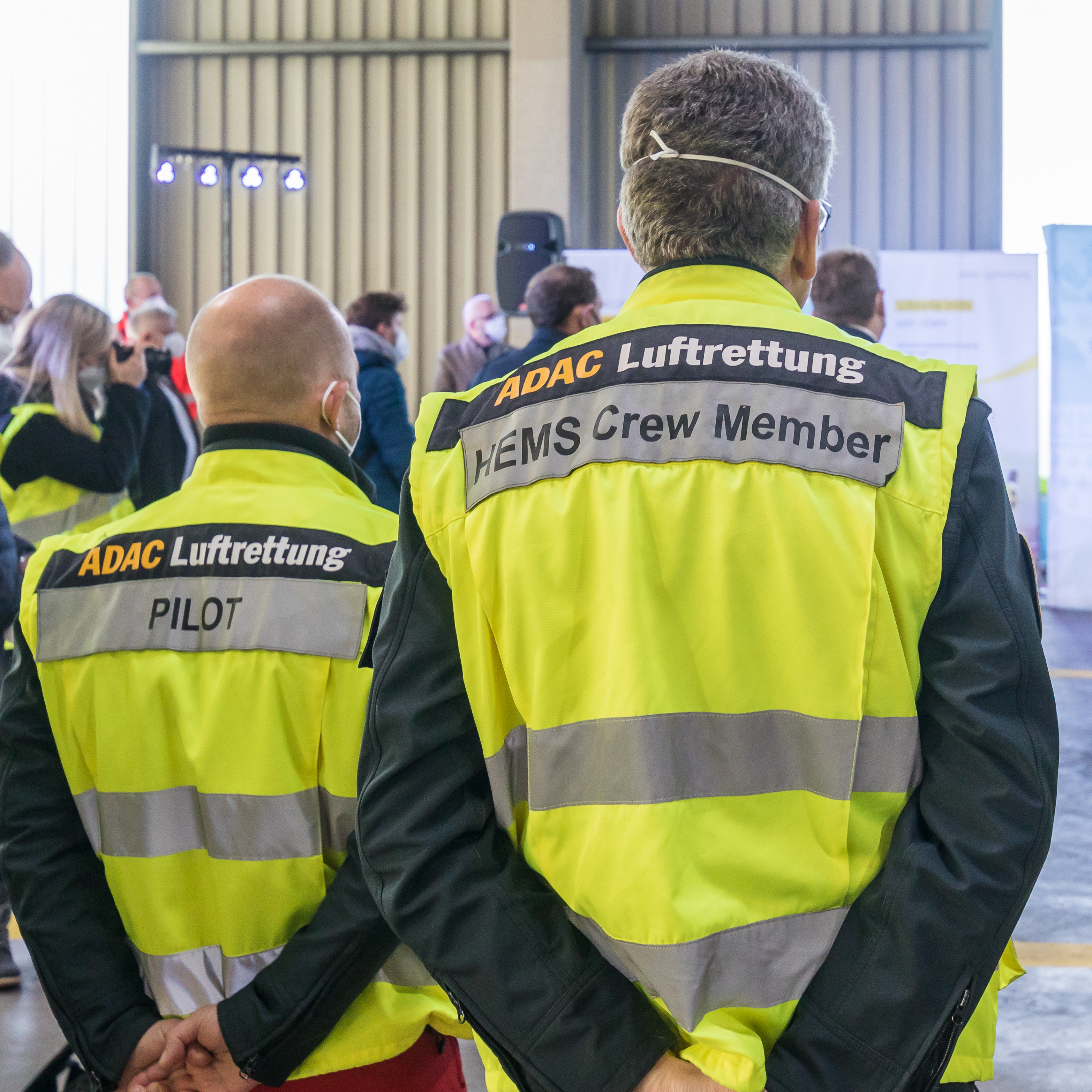
Pilot und HEMS Technical Crew Member der ADAC Luftrettung in Köln

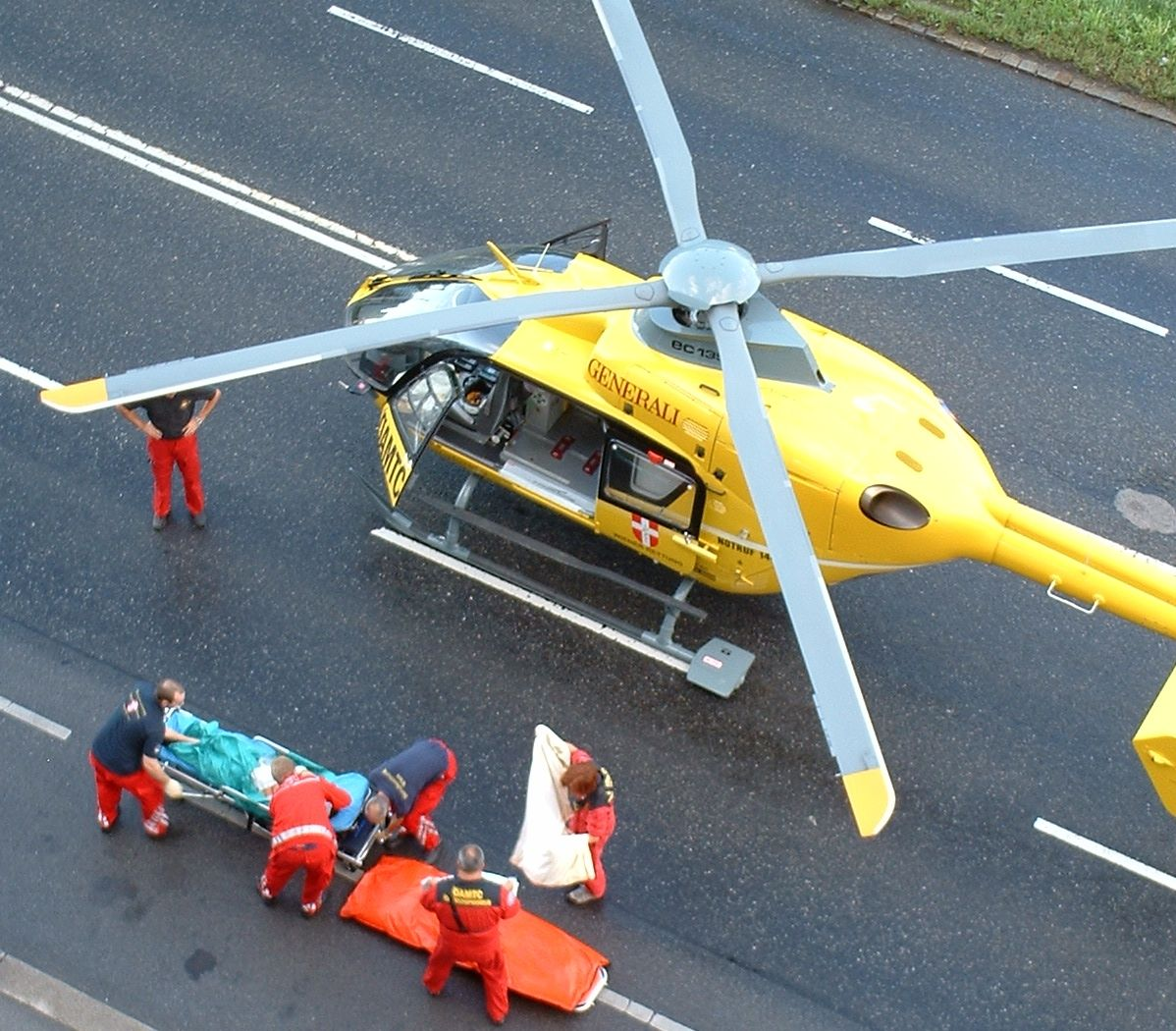
Christophorus 9 (Österreich) im Einsatz

Ein HEMS Technical Crew Member (HEMS TC = Helicopter Emergency Medical Services Technical Crew Member) ist ein in der Luftrettung tätiges Mitglied des Rettungsdienstpersonals. Die Übersetzung lautet sinngemäß etwa medizinisch-technisches Rettungshubschrauber-Besatzungsmitglied. Bis zum Jahr 2014 lautete die Bezeichnung HEMS Crew Member und wurde mit HCM abgekürzt. Die heutige offizielle Abkürzung lautet „HEMS TC“, allerdings ist vereinzelt auch vom „TC-HEMS“ die Rede.
In Deutschland absolvieren Notfallsanitäter (nicht Rettungssanitäter), rechtlich basierend auf der JAR-OPS 3, eine Zusatzausbildung zum HEMS Technical Crew Member. Das HEMS TC bildet zusammen mit Piloten die eigentliche „Flight Crew“ (fliegerische Besatzung). Der Notarzt ist in diesem Zusammenhang lediglich „Medical Passenger“ (medizinischer Passagier), da er keine Aufgaben und Ausbildung im Bereich des Flugbetriebs des Hubschraubers hat. Zusammen bilden die Flight Crew und der Medical Passenger die Besatzung eines Rettungshubschraubers. Die Flight Crew kann auch aus zwei Piloten bestehen oder einem Piloten und einem Bordwart.

## Aufgaben
Das HEMS Technical Crew Member unterstützt vor dem Start, während des Fluges und nach der Landung den Piloten, ohne jedoch selbst die Qualifikation eines Piloten zu besitzen. Seine Hauptaufgaben liegen dabei in den Bereichen taktischer Funkverkehr, Navigation, Unterstützung bei Notverfahren, Absicherung und Gefahrenabwehr. Am Einsatzort besteht die Hauptaufgabe des HEMS Technical Crew Members darin, dem Notarzt zu assistieren und ihn in der Patientenversorgung zu unterstützen. Während des anschließenden Fluges zu einer geeigneten Klinik widmet er sich in der Regel wieder der Cockpitarbeit und assistiert dem Piloten, steht bei Bedarf jedoch auch dem Notarzt für medizinische Assistenzaufgaben zur Verfügung.
Grundsätzlich kann die Tätigkeit des HEMS Technical Crew Member in drei Hauptaufgabenbereiche gegliedert werden, die sehr unterschiedlich sind:
- HEMS Technical Crew Member: Während des Betriebes des Hubschraubers
- Notfallsanitäter: Nach der Landung am Einsatzort und während der Versorgung des Patienten bzw. bei der Übergabe an die Klinik
- Bergungsspezialist: Im Falle der Notwendigkeit einer Bergung mittels Tau oder Rettungswinde aus Alpin- oder See-Notlage.

## HEMS Technical Crew Member als Cockpitassistent
Die Aufgaben des HEMS Technical Crew Member als Cockpitassistent erstrecken sich von der Meldung der Einsatzbereitschaft sowie Abmeldung über Orientierung und Zielfindung, Bedienung von Bord-Navigationssystemen (GPS), Luftraum- und Hindernisbeobachtung während des Fluges, Funksprechverkehr mit den Leitstellen von Rettungsdiensten, Polizei, Berg- und Pistenrettung usw. bis hin zum Ablesen von Instrumentenanzeigen und Warnungen (bei Bedarf). Weiterhin übernimmt das HEMS Technical Crew Member als Cockpitassistent die Aufgaben der Anwendung der Checklisten für Normal- und Notverfahren zur Unterstützung des Piloten (bei Bedarf), das Erkennen und Beurteilung von Landeplätzen, das Einsprechen im Landeanflug, die Überprüfung und Beurteilung der Aufsetzfläche unmittelbar nach der Landung, die Sicherung des Landeplatzes nach Landung und vor Start, die Betankung des Hubschraubers bei abgestellten und laufenden Triebwerken sowie die Kontrolle und Verantwortung für das benötigte Kartenmaterial und die Zusammenarbeit zwischen den Besatzungsmitgliedern (Crew Coordination Concept).

## HEMS Technical Crew Member als Notfallsanitäter/Rettungsassistent
Als Notfallsanitäter bzw. Rettungsassistent ist das HEMS Technical Crew Member für die Meldung der Einsatzbereitschaft sowie Abmeldung, die Assistenz des Notarztes bei der Behandlung der Patienten, die Versorgung von Patienten ohne Notarzt, die Benutzung der medizinischen Einrichtungen an Bord, die Kontrolle und Pflege des Materials sowie der Medikamente inkl. Verwaltung, Bestellung, Beschaffung, Abholung und Verwahrung und aller medizinisch-technischen Geräte, deren Verwaltung und Veranlassung von Reparaturen auf dem Dienstweg sowie die Dokumentation der Patientendaten im Abrechnungssystem, die Dokumentation der Arbeitsleistung und das Einhalten der Hygienerichtlinien zuständig.

## HEMS Technical Crew Member als Bergungsspezialist
Als Bergungsspezialist verantwortet das HEMS Technical Crew Member die Standard-Taubergungen von Personen, die Personenbergungen mit variablem Tau (Longline Recovery), die Kaperbergung von ins Seil gestürzten Personen, die Personenevakuierungen von Sessellift- und Seilbahnanlagen sowie die Personenbergung aus Gletscherspalten, von Industrieanlagen, Binnengewässern, aus Seenotlagen bzw. von Schiffen oder Booten und aus alpinen Notlagen unter Anwendung behelfsmäßiger Bergrettungstechniken. Weiterhin ist er als Bergungsspezialist zuständig für die Suche von unter Lawinen verschütteten Personen mittels Peilung aus dem Hubschrauber.

## Ausbildung
Die Ausbildung gemäß JAR-OPS 3 bzw. den individuellen Richtlinien der Betreiber umfasst grundsätzlich den HEMS Flugbetrieb, die medizinischen Besonderheiten der Luftrettung, das Luftrecht, das Crew-Coordination-Concept (CCC), das Crew Resource Management (CRM), Navigation und Kartenkunde, Meteorologie, Hubschraubertechnik, Flugphysiologie und Cockpit und Kabine. Auch gehören Cockpitassistenz, das Handling von Checklisten, Funk- und Kommunikationstechnik, die Vorbereitung zum Rettungseinsatz sowie die Beladung des Hubschraubers und Sicherung der Ladung, die Betankung des Hubschraubers bei stehenden und laufenden Triebwerken und die Hangarierung sowie der Hubschraubertransport am Boden zur Ausbildung. Weitere Schwerpunkte sind die Rettungs- und Sicherheitsausrüstung, die Gefahrenerkennung und -abwehr, die Landeplatzbeschaffenheit, Arbeit mit Außenlast und der Rettungswinde, hubschrauberspezifische Bergungstechniken (Taubergungen), die Einweisung während des Flugbetriebes dazu.
Das Sprechfunkzeugnis für die Luftfahrt ist nicht verbindlich vorgeschrieben.

### Deutschland
Der Einweisungsplan ist durch zeitliche Mindestvorgaben so konzipiert worden, dass der theoretische Anteil der Einweisung zum HEMS Technical Crew Members innerhalb von einer Woche absolviert werden kann (bei täglich 8 Unterrichtseinheiten zu je 45 Minuten). Der praktische Anteil (Einweisung am Rettungshubschrauber/Sicherheitsgerät) kann in dieser Form in 2,5 Tagen durchlaufen werden.
Die hier aufgeführten Ausbildungszeiten beziehen sich rein auf die Zusatzqualifikationen, die der HEMS-Lehrgang vermittelt. Voraussetzung ist die Ausbildung als Notfallsanitäter oder Rettungsassistent.

### Schweiz
In der Schweiz werden Aufgaben eines HEMS Technical Crew Members, soweit es schwierige Bergungen betrifft, durch Mitglieder der Alpinen Rettung Schweiz, einer Partnerorganisation der Rega und des Schweizer Alpen-Clubs, geleistet. Viele Retter der ARS sind erfahrene Hobby-Alpinisten und werden in der Bergrettung eingesetzt, während sich einige Bergführer und Berufsfeuerwehr-Angehörige zum „Rettungsspezialist Helikopter“ weiterbilden lassen. Letztere unterstützen die Hubschrauberbesatzung in der Beurteilung von alpinen Gefahren sowie in der Höhen- und Tiefenrettung.

### Österreich
Als Voraussetzung zum Zugang zur Christophorus-Flugrettung sind eine abgeschlossene Berufsausbildung zum Notfallsanitäter und eine umfassende alpinistische bzw. bergrettungstechnische Ausbildung und Erfahrung nötig. Zur Feststellung der Eignung zum HEMS TC ist ein dreitägiges Assessment zu durchlaufen.
Die Ausbildung gemäß JAR-OPS 3 umfasst derzeit drei Theoriekurse, eine praktische Einzelschulung, zwei Kurse für hubschrauberspezifische Bergungstechniken und ein Einsatzpraktikum. Der Lehrgang im Umfang von ca. 450 Stunden schließt mit einer schriftlichen und einer praktischen Prüfung ab.
Zum Erhalt der Qualifikation sind in regelmäßigen Abständen sogenannte Proficiency Checks (Profchecks) zu absolvieren. Jährlich müssen ein HEMS Technical Crew Member Profcheck, eine Flugübung (Tauflüge und angestützt aus- und einsteigen) und eine Sicherheitsschulung durchgeführt werden. Alle zwei Jahre ist eine Rezertifizierung gemäß dem Sanitätergesetz und alle drei Jahre der Alpin Profcheck und das einsatztaktische Intensivtraining vorgeschrieben.